# Anseranas semipalmata

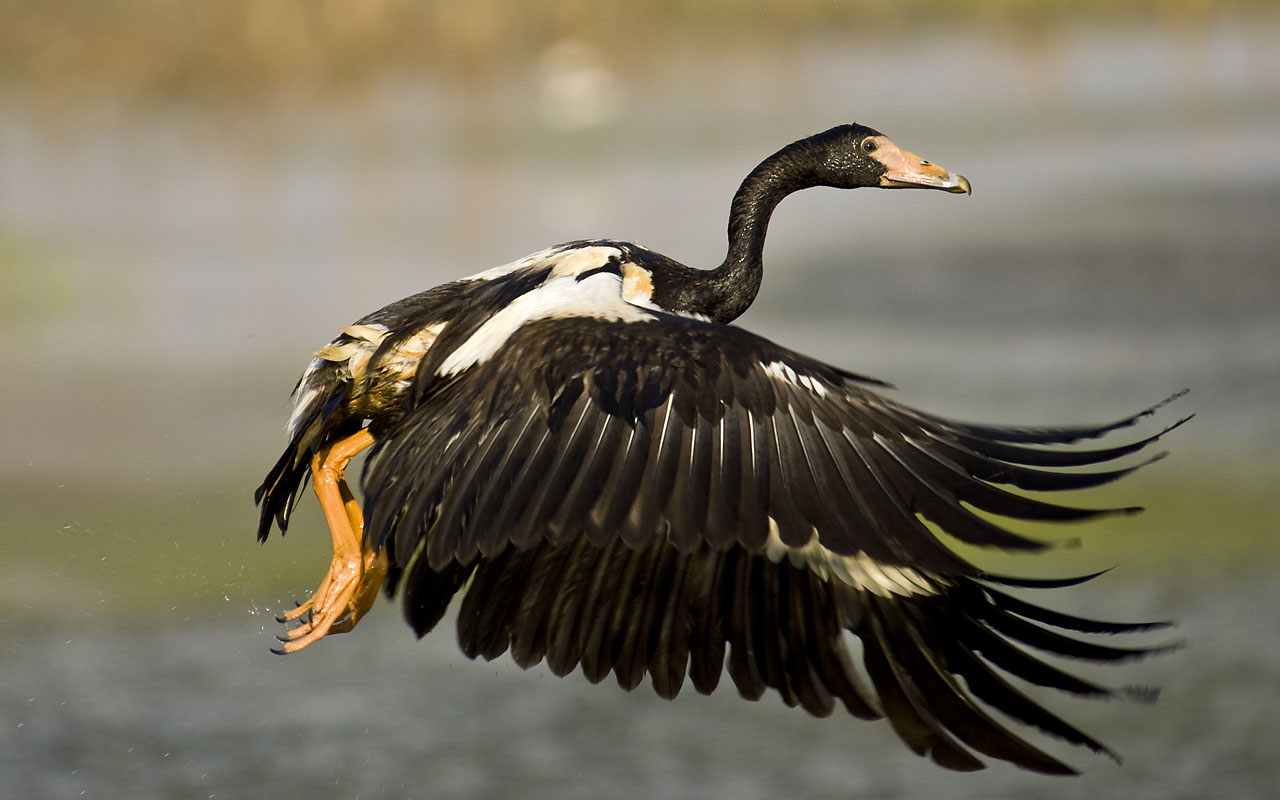
En vuelo.

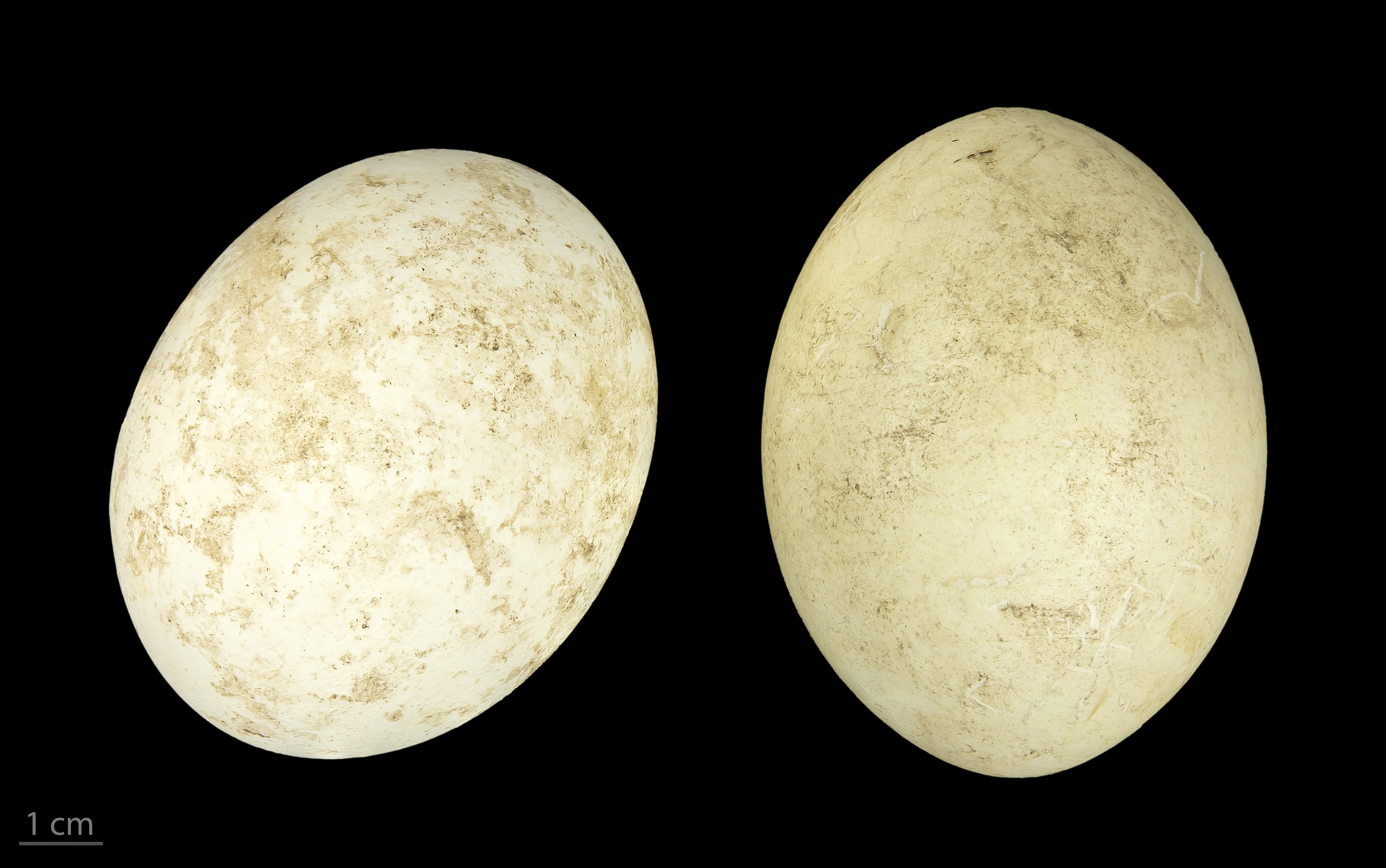
Anseranas semipalmata - MHNT

El ganso urraco o ganso overo (Anseranas semipalmata) es una especie de ave anseriforme, único miembro de la familia Anseranatidae y del género Anseranas, que habita en el sur de Nueva Guinea y el norte de Australia. Son importantes las poblaciones de esta especie en el parque nacional Kakadu.
Algunas fuentes la incluyen dentro de la familia Anatidae.